# Cameron (Manitoba)
Pour les articles homonymes, voir Cameron.
Cameron est une municipalité rurale du Manitoba située au sud-ouest de la province. La municipalité compte environ 500 habitants. Dans le nord-ouest de son territoire se trouve la ville d'Hartney.

## Géographie
Les communautés suivantes se situent sur le territoire de la municipalité rurale:
- Grande Clairière
- Lauder

Ainsi que la ville suivante:
- Hartney

## Démographie
| 2001 | 2006 | 2011 | 2016 |
| ---- | ---- | ---- | ---- |
| 496  | 433  | 420  | 439  |

## Référence
- (en) Cet article est partiellement ou en totalité issu de l’article de Wikipédia en anglais intitulé « Rural Municipality of Cameron » (voir la liste des auteurs).

1. ↑  « Statistique Canada - Profils des communautés de 2006 -    Cameron » (consulté le 4 juin 2020)
2. ↑  « Statistique Canada - Profils des communautés de 2016 -   Cameron » (consulté le 3 juin 2020)